# Lijst van nummer 1-hits in Noorwegen in 1963
Deze hits stonden in 1963 op nummer 1 in de VG-lista, de bekendste hitlijst in Noorwegen.
| Nummer | Week | Artiest                     | Titel                          |
| ------ | ---- | --------------------------- | ------------------------------ |
| 38     | 1    | Elvis Presley               | Return to sender               |
|        | 2    | Elvis Presley               | Return to sender               |
|        | 3    | Elvis Presley               | Return to sender               |
|        | 4    | Elvis Presley               | Return to sender               |
|        | 5    | Elvis Presley               | Return to sender               |
|        | 6    | Elvis Presley               | Return to sender               |
|        | 7    | Elvis Presley               | Return to sender               |
|        | 8    | Elvis Presley               | Return to sender               |
| 39     | 9    | Arne Bendiksen              | Jeg vil ha en blå ballong      |
|        | 10   | Arne Bendiksen              | Jeg vil ha en blå ballong      |
| 40     | 11   | Cliff Richard & the Shadows | Summer holiday                 |
|        | 12   | Cliff Richard & the Shadows | Summer holiday                 |
|        | 13   | Cliff Richard & the Shadows | Summer holiday                 |
|        | 14   | Cliff Richard & the Shadows | Summer holiday                 |
|        | 15   | Cliff Richard & the Shadows | Summer holiday                 |
|        | 16   | Cliff Richard & the Shadows | Summer holiday                 |
|        | 17   | Cliff Richard & the Shadows | Summer holiday                 |
| 41     | 18   | Ned Miller                  | From a Jack to a King          |
|        | 19   | Ned Miller                  | From a Jack to a King          |
|        | 20   | Ned Miller                  | From a Jack to a King          |
|        | 21   | Ned Miller                  | From a Jack to a King          |
| 42     | 22   | Cliff Richard & the Shadows | Lucky lips                     |
|        | 23   | Cliff Richard & the Shadows | Lucky lips                     |
|        | 24   | Cliff Richard & the Shadows | Lucky lips                     |
|        | 25   | Cliff Richard & the Shadows | Lucky lips                     |
|        | 26   | Cliff Richard & the Shadows | Lucky lips                     |
|        | 27   | Cliff Richard & the Shadows | Lucky lips                     |
|        | 28   | Cliff Richard & the Shadows | Lucky lips                     |
|        | 29   | Cliff Richard & the Shadows | Lucky lips                     |
| 43     | 30   | Elvis Presley               | (You're the) Devil in disguise |
|        | 31   | Elvis Presley               | (You're the) Devil in disguise |
|        | 32   | Elvis Presley               | (You're the) Devil in disguise |
|        | 33   | Elvis Presley               | (You're the) Devil in disguise |
|        | 34   | Elvis Presley               | (You're the) Devil in disguise |
|        | 35   | Elvis Presley               | (You're the) Devil in disguise |
| 44     | 36   | Kyū Sakamoto                | Sukiyaki                       |
|        | 37   | Kyū Sakamoto                | Sukiyaki                       |
|        | 38   | Kyū Sakamoto                | Sukiyaki                       |
|        | 39   | Kyū Sakamoto                | Sukiyaki                       |
|        | 40   | Kyū Sakamoto                | Sukiyaki                       |
|        | 41   | Kyū Sakamoto                | Sukiyaki                       |
|        | 42   | Kyū Sakamoto                | Sukiyaki                       |
| 45     | 43   | Wencke Myhre                | Gi meg en cowboy til mann      |
|        | 44   | Wencke Myhre                | Gi meg en cowboy til mann      |
|        | 45   | Wencke Myhre                | Gi meg en cowboy til mann      |
|        | 46   | Wencke Myhre                | Gi meg en cowboy til mann      |
|        | 47   | Wencke Myhre                | Gi meg en cowboy til mann      |
| 46     | 48   | Bobby Bare                  | Detroit City                   |
|        | 49   | Bobby Bare                  | Detroit City                   |
|        | 50   | Bobby Bare                  | Detroit City                   |
| 47     | 51   | Cliff Richard & the Shadows | Don't talk to him              |
|        | 52   | Cliff Richard & the Shadows | Don't talk to him              |